# Paolo List
Paolo List (Casalbuttano ed Uniti, 2 de mayo de 1963-28 de marzo de 2016) fue un futbolista italiano que jugaba en la demarcación de defensa.

## Biografía
Debutó como futbolista en 1979 con el US Pergolettese 1932 en la Lega Pro Prima Divisione. Jugó en el club un total de cuatro temporadas, hasta que en 1983 fichó por el US Foggia. Tras un breve paso por el SSD Jesina Calcio y el SS Monopoli 1966, volvió al Foggia, esta vez para jugar en la Serie B, haciéndose con el título de liga en 1991, y por lo tanto, ascendiendo a la máxima categoría del fútbol italiano. Al finalizar dicha temporada fichó por el Bologna FC 1909. Su última etapa como futbolista la vivió en el AC Palazzolo, donde se retiró en 1996.
Falleció el 28 de marzo de 2016 a los 52 años de edad debido a esclerosis lateral amiotrófica.

## Clubes
| Club                 | País   | Año       | Partidos | Goles |
| -------------------- | ------ | --------- | -------- | ----- |
| US Pergolettese 1932 | Italia | 1979-1983 | 60       | 0     |
| Foggia Calcio        | Italia | 1983-1985 | 57       | 1     |
| SSD Jesina Calcio    | Italia | 1985-1986 | 32       | 0     |
| SS Monopoli 1966     | Italia | 1986-1988 | 65       | 7     |
| Foggia Calcio        | Italia | 1988-1991 | 112      | 8     |
| Bologna FC 1909      | Italia | 1991-1993 | 51       | 4     |
| AC Palazzolo         | Italia | 1995-1996 | 28       | 2     |
| AC Trento SCSD       | Italia | 1996-1998 | 48       | 8     |
| US Soresinese        | Italia | 1998-1999 | 22       | 4     |

## Palmarés

### Campeonatos nacionales
| Título  | Club      | País   | Año  |
| ------- | --------- | ------ | ---- |
| Serie B | US Foggia | Italia | 1991 |